# (31924) 2000 GD74
2000 GD74 (asteroide 31924) é um asteroide da cintura principal. Possui uma excentricidade de 0.20489430 e uma inclinação de 2.05854º.
Este asteroide foi descoberto no dia 5 de abril de 2000 por LINEAR em Socorro.